# Cladoxylon
Cladoxylon Unger 1856 es un género de Pteridophyta conocido a partir de sus restos fósiles en yacimientos del Givetiense al Misisípico del Devónico Medio y Carbonífero Inferior de Alemania, Francia, Reino Unido y Estados Unidos. A pesar de lo exiguo de sus restos su sistema vascular es uno de los mejor estudiados de su grupo y exhibe unas características muy notables con una estela de tipo polistela derivada probablemente de una actinostela y un xilema secundario muy desarrollado que induce a pensar que este vegetal tuvo porte arbóreo o arbustivo. 

## Morfología
Debido a lo incompleto de su registro fósil hasta el momento solo se conocen de este género segmentos de tallo y, quizás, ramificaciones laterales ignorándose completamente la morfología de sus sistema radicular, zona apical y hábito. Se supone que las especies pertenecientes al género Cladoxylon tuvieron porte arbustivo o arbóreo a juzgar por el grosor que presentan sus tallos y principalmente a la estructura de su cilindro vascular que difiere del que poseen las actuales especies arbóreas. Los tallos de mayor tamaño conservados de Cladoxylon corresponden a la especie tipo Cladoxylon mirabile con un grosor de hasta 3 centímetros y a la especie Cladoxylon scoparium cuyos mejores restos presentan un eje principal de 1,5 centímetros de diámetro y una altura mínima de 30 centímetros.
El sistema vascular de Cladoxylon define a la clase Cladoxylopsida aunque es uno de los más desarrollados de ella. Está formado por una estela de tipo polistela caracterizado por poseer varias unidades discretas de haces vasculares, o protoxilema, rodeados de tejido parenquimático.
 Estos haces vasculares se presentan vermiformes en sección longitudinal y cilíndricos a ovalados en sección trasversal y se admite que se encontraban anastomosados aunque hay pocos fósiles que permitan la observación de elementos de comunicación. La organización general de los haces vasculares es radial y se cree que derivan de una estela de tipo actinostela como la que poseen otros géneros fósiles conocidos. Los haces del centro del tallo presentan morfología irregular mientras que los externos presentan morfología elongada.

Pueden diferenciarse dos tipos de haces vasculares. Los más simples poseen únicamente un protoxilema formado por xilema primario con traqueidas escaleriformes mientras que los haces complejos poseen, rodeando completamente a este xilema primario, un xilema secundario formador de tejido leñoso y floema que no aparece en ningún otro género del orden Pseudosporochnales salvo en Xenocladia.
La adquisición y desarrollo de un xilema secundario capaz de generar tejido lignificado se considera esencial en los vegetales para la adquisición de grandes tamaños aunque existen numerosos ejemplos de plantas de grandes dimensiones actuales y fósiles que no poseen estos tejidos. Parece ser que el crecimiento en grosor por parte de un xilema secundario productor de leño de este género ha tenido lugar no mediante el engrosamiento del cilindro vascular como en angiospermas y gimnospermas sino mediante un sistema más económico, dividir el cilindro vascular en varios haces que aumenten su perímetro y con él el xilema secundario.
Cladoxylon poseía numerosas ramificaciones insertadas helicoidalmente en su tallo como se ha puesto de manifiesto en varios fósiles. Se conoce con absoluta certeza la presencia en el tallo de peciolos o bases de ramificaciones por la traza que su vascularización dejó en el eje principal. Así los peciolos que se han observado in situ son aplanados con 4 haces vasculares solo de xilema primario.
No se conocen ramificaciones unidas a troncos inequívocamente pertenecientes a Cladoxylon. Por su hallazgo en yacimientos cercanos y por la estructura de su sistema vascular se ha sugerido que las ramificaciones laterales de Cladoxylon pueden corresponderse con la especie anteriormente descrita como Clepsydropsis. La correspondencia entre estos dos elementos no estuvo clara hasta que en 1932 Paul Bertrand pudo demostrarla gracias a observaciones histológicas de ejemplares excepcionalmente bien conservados. De este modo se considera que los vegetales inicialmente descritos como Clepsydropsis exigua y Clepsydropsis antiqua correspondían a las ramificaciones laterales de Cladoxylon mirabilis y los restos de otros Clepsydropsis mal caracterizados podrían pertenecer a Cladoxylon taeniatum.
De ser así las ramas laterales de Cladoxylon estarían dicotomizadas de dos a cuatro veces con inserción en espiral. Las últimas divisiones terminarían en estructuras aplanadas análogas a filodios de otras pteridófitas. Las ramificaciones fértiles estarían irregularmente dicotomizadas y poseerían en sus últimos órdenes de ramificación esporangios marginales similares a los que presenta Calamophyton.